# USS Augusta (CA-31)
O USS Augusta foi um cruzador pesado operado pela Marinha dos Estados Unidos e a sexta e última embarcação da Classe Northampton, depois do USS Northampton, USS Chester, USS Louisville, USS Chicago e USS Houston. Sua construção começou em julho de 1928 nos estaleiros da Newport News Shipbuilding na Virgínia e foi lançado ao mar em fevereiro de 1930, sendo comissionado na frota norte-americana em janeiro do ano seguinte. Era armado com uma bateria principal composta por nove canhões de 203 milímetros montados em três torres de artilharia triplas, tinha um deslocamento carregado de mais de onze mil toneladas e alcançava uma velocidade máxima de 32 nós.
O Augusta começou sua carreira operando a partir do litoral da Califórnia e suas principais atividades consistiram na treinamentos e exercícios de rotina com o resto da frota. Foi enviado para o Sudeste Asiático em 1933 e se tornou a capitânia da Frota Asiática, operando a partir das Filipinas. Ele permaneceu no local pelos anos seguintes e fez várias viagens para portos da região, incluindo na China, Japão, Malásia e Sião. A Segunda Guerra Sino-Japonesa começou em 1937 e o cruzador passou a atuar principalmente em águas chinesas com o objetivo de proteger cidadãos e interesses norte-americanos no país. O navio voltou para casa em 1940 e foi transferido para o Oceano Atlântico.
Os Estados Unidos entraram na Segunda Guerra Mundial no final de 1941 e o Augusta passou os primeiros meses de 1942 patrulhando a Costa Leste dos Estados Unidos e escoltando comboios através do Altântico. No início de novembro participou da Invasão do Norte da África, enfrentando cruzadores e contratorpedeiros franceses. Depois disso voltou para seus deveres de patrulha e escola de comboios no Atlântico e mais tarde no Mar Ártico também. Em junho de 1944 deu suporte de artilharia para a Invasão da Normandia e dois meses depois para a Invasão do Sul da França. A guerra terminou no ano seguinte e o navio foi descomissionado em julho de 1946, sendo desmontado em 1959.